# Подъяпольский, Николай Дмитриевич
Подъяпольский Николай Дмитриевич — российский тренер по боксу (Стерлитамак). Заслуженный тренер России (2011).
Старший тренер сборной республики Башкортостан. Старший тренер сборной РФ.
Супруга — его ученица, Елена Савельева, «Заслуженный мастер спорта Российской Федерации», лидер сборной страны по боксу.